# إيلينغ ساوثهول (دائرة انتخابية في المملكة المتحدة)
إيلينغ، ساوثهول (بالإنجليزية: Ealing, Southall)‏ هي إحدى الدوائر الانتخابية في المملكة المتحدة الممثلة في مجلس العموم في برلمان المملكة المتحدة.
عضو البرلمان الذي يمثلها حالياً هو :Virendra Sharma (Lab).